# ジョシュ・ウィンダー
ジョシュ・ウィンダー（Josh Winder, 1996年10月11日 - ）は、アメリカ合衆国バージニア州リッチモンド出身のプロ野球選手（投手）。右投右打。MLBのアリゾナ・ダイヤモンドバックス傘下所属。

## 経歴

### プロ入りとツインズ時代
2018年のMLBドラフト7巡目（全体214位）でミネソタ・ツインズから指名され、プロ入り。契約後、傘下のアパラチアンリーグのルーキー級エリザベストン・ツインズでプロデビュー。9試合に先発登板して3勝1敗、防御率3.72、42奪三振を記録した。
2019年はA級シーダーラピッズ・カーネルズでプレーし、21試合に先発登板して7勝2敗、防御率2.65、118奪三振を記録した。
2020年は新型コロナウイルスの影響でマイナーリーグの試合が開催されなかったため、公式戦の出場は無かった。
2021年はAA級ウィチタ・ウィンドサージとAAA級セントポール・セインツでプレーし、2球団合計で14試合に先発登板して4勝0敗、防御率2.63、80奪三振を記録した。また、7月にはオールスター・フューチャーズゲームのアメリカンリーグ選抜に選出された。オフの11月19日にルール・ファイブ・ドラフトでの流出を防ぐために40人枠入りした。
2022年は開幕をメジャーで迎え、4月12日のロサンゼルス・ドジャース戦でメジャーデビュー。この年メジャーでは15試合（先発11試合）に登板して4勝6敗、防御率4.70、47奪三振を記録した。
2023年シーズンからは、中継ぎに転向した。この年メジャーでは19試合登板して2勝1敗1セーブ1ホールド、防御率4.15、28奪三振を記録した。
2024年は、メジャーでは4試合に登板して防御率3.00、10奪三振を記録した。オフの11月5日にダニエル・ドゥアルテとマイナー再契約を結んだことに伴って、スコット・ブレウェット、ユニオール・セベリーノとともにFAとなった。

### ダイヤモンドバックス傘下時代
2025年1月23日にアリゾナ・ダイヤモンドバックスとマイナー契約を結び、同年のスプリングトレーニングに招待選手として参加することになった。

## 投球スタイル
速球は最速98mph（約157.7km/h）を計測し、変化球ではスピンの効いた80mph台前半のカーブで緩急をつける。他にはスライダーやチェンジアップも投げる。

## 詳細情報

### 年度別投手成績
| 年 度    | 球 団    | 登 板 | 先 発 | 完 投 | 完 封 | 無 四 球 | 勝 利 | 敗 戦 | セ 丨 ブ | ホ 丨 ル ド | 勝 率 | 打 者 | 投 球 回 | 被 安 打 | 被 本 塁 打 | 与 四 球 | 敬 遠 | 与 死 球 | 奪 三 振 | 暴 投 | ボ 丨 ク | 失 点 | 自 責 点 | 防 御 率 | W H I P |
| -------- | -------- | ----- | ----- | ----- | ----- | -------- | ----- | ----- | -------- | ----------- | ----- | ----- | -------- | -------- | ----------- | -------- | ----- | -------- | -------- | ----- | -------- | ----- | -------- | -------- | ------- |
| 2022     | MIN      | 15    | 11    | 0     | 0     | 0        | 4     | 6     | 0        | 0           | .400  | 287   | 67.0     | 69       | 11          | 18       | 0     | 5        | 47       | 2     | 0        | 37    | 35       | 4.97     | 1.30    |
| 2023     | MIN      | 19    | 0     | 0     | 0     | 0        | 2     | 1     | 1        | 1           | .667  | 147   | 34.2     | 35       | 3           | 14       | 0     | 0        | 28       | 1     | 0        | 16    | 16       | 4.15     | 1.41    |
| 2024     | MIN      | 4     | 0     | 0     | 0     | 0        | 0     | 0     | 0        | 0           | ----  | 38    | 9.0      | 7        | 0           | 1        | 0     | 2        | 10       | 0     | 0        | 4     | 3        | 3.00     | 0.89    |
| MLB：3年 | MLB：3年 | 38    | 11    | 0     | 0     | 0        | 6     | 7     | 1        | 1           | .462  | 472   | 110.2    | 111      | 14          | 33       | 0     | 7        | 85       | 3     | 0        | 57    | 54       | 4.39     | 1.30    |

- 2024年度シーズン終了時

### 年度別守備成績
| 年 度 | 球 団 | 投手（P） | 投手（P） | 投手（P） | 投手（P） | 投手（P） | 投手（P） |
| 年 度 | 球 団 | 試 合     | 刺 殺     | 補 殺     | 失 策     | 併 殺     | 守 備 率  |
| ----- | ----- | --------- | --------- | --------- | --------- | --------- | --------- |
| 2022  | MIN   | 15        | 1         | 2         | 0         | 0         | 1.000     |
| 2023  | MIN   | 19        | 1         | 3         | 0         | 1         | 1.000     |
| MLB   | MLB   | 34        | 2         | 5         | 0         | 1         | 1.000     |

- 2023年度シーズン終了時

### 記録
MiLB
- オールスター・フューチャーズゲーム選出：1回（2021年）

### 背番号
- 74（2022年 - 2024年）